# Tauschia
Tauschia là chi thực vật có hoa trong họ Apiaceae.

## Hình ảnh

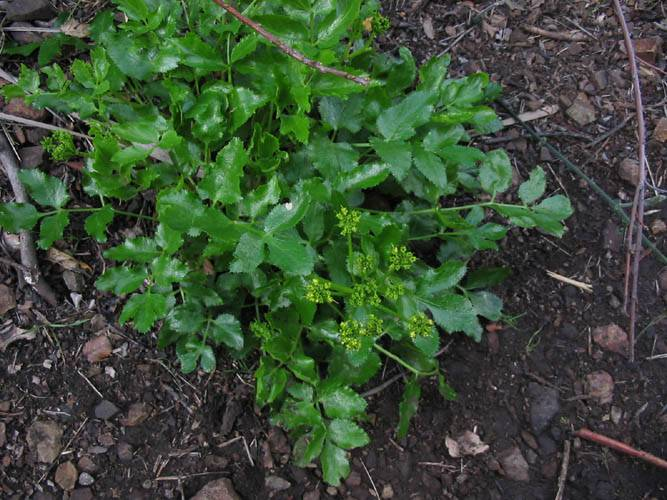
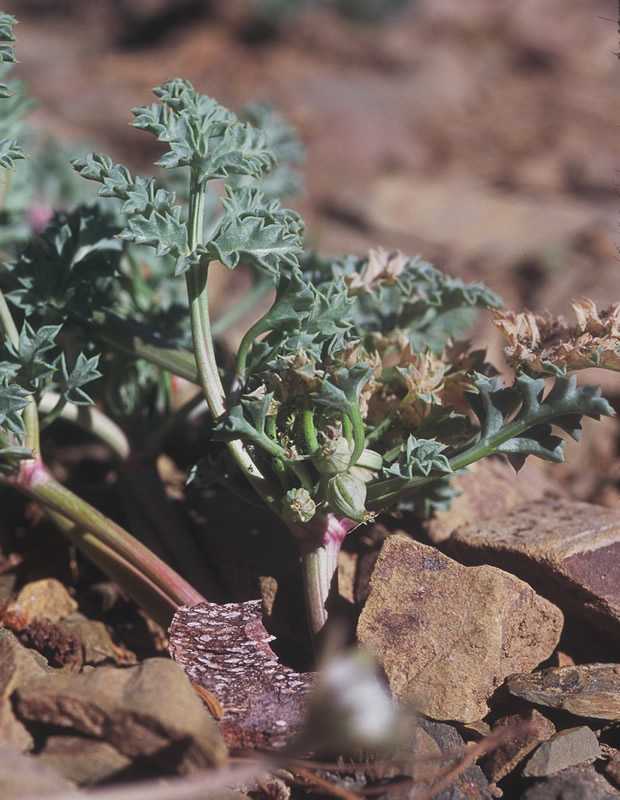